# Необходимая самооборона
«Необходимая самооборона» — кинофильм.

## Сюжет
Жертвами разборок полицейских и мафии всё чаще становятся простые люди. Однажды в их список попадает и семья Мартина Модо. Этот уцелевший отец и муж, видя, что властям полностью безразличны интересы обычных граждан, решает сам взяться за расследование и наказание виновных.

## В ролях
- Клод Брассёр — Мартен Модо
- Вероник Жене — Люси
- Тьерри Лермитт — Эдди Каслер
- Роже Планшон — Филипп Миллер
- Кристофер Ламбер — Джокей
- Арлет Гилберт — мадемуазель Модо
- Мишель Омон — комиссар Брусс
- Пластик Бертран — в роли себя самого

## Саундтрек
Jean-Marie Senia — Legitime Violence 
1982 OST
1. Le vengeur (thème principal) (02:43)
2. Que justice soit (02:40)
3. Lolita (01:21)
4. Silence hosto (02:46)
5. Rendez-vous avec la peur (01:07)
6. Ça urge (chanson Petard et Beignet) (02:54)
7. Un boeuf dans l’enquête (02:31)
8. Damned (Plastic Bertrand) (03:09)
9. La mort certainement (01:45)
10. Pacotilles (01:29)
11. Day and night (1:03)
12. J’aurai ta peau (01:00)
13. Tendre filature (02:26)
14. Piano de Dom (04:04)
15. Amusette (01:38)
16. Thaïlandaise (01:41)
17. Que justice soit (00:50)

Total Duration: 00:34:04